# Кийовське сільське поселення
Кийо́вське сільське поселення (рос. Киёвское сельское поселение) — муніципальне утворення у складі Ялуторовського району Тюменської області, Росія.
Адміністративний центр — село Кийова.

## Населення
Населення — 1724 особи (2020; 1694 у 2018, 1552 у 2010, 1612 у 2002).

## Склад
До складу поселення входять такі населені пункти:
| Населений пункт    | Населення, осіб (2002) | Населення, осіб (2010) |
| ------------------ | ---------------------- | ---------------------- |
| Кийова, село       | 1604                   | 1549                   |
| Тугарський, селище | 8                      | 3                      |